# Novo Método Austríaco de Tunelamento
O Novo Método Austríaco de Tunelamento (em inglês:  New Austrian Tunnelling Method), também conhecido pela sua sigla em inglês NATM,  foi desenvolvido entre 1957 e 1965 na Áustria. Essa técnica ganhou atenção pela primeira vez na década de 1960, com base no trabalho de Ladislaus von Rabcewicz, Leopold Müller e Franz Pacher entre 1957 e 1965 na Áustria. O nome NATM tinha como objetivo distingui-lo da antiga abordagem de encapsulamento austríaca. A diferença fundamental entre esse novo método de tunelamento, em oposição aos métodos anteriores, deriva das vantagens econômicas disponibilizadas ao se tirar vantagem da força geológica inerente disponível na massa circundante  rocha para estabilizar o túnel.
Foi dado seu nome em Salzburgo em 1962 para distingui-lo do antigo método adotado na Áustria. Os contribuintes principais ao desenvolvimento do NATM eram Ladislaus von Rabcewicz, Leopold Müller, e Franz Pacher.
O NATM é uma abordagem metodológica que integra os princípios do comportamento de maciços rochosos sob carga e que monitora o desempenho da construção subterrânea durante a construção.
O NATM não é um conjunto de técnicas específicas da escavação e da sustentação.
Müller listou 22 princípios de NATM. Há sete características as mais importantes em que está NATM baseado:
- Mobilização da resistência do maciço rochoso - o método basea-se na resistência intrínseca do maciço circunvizinho que está sendo conservado como o componente principal da sustentação do túnel. A sustentação preliminar é dirigida para permitir a sustentação pela própria rocha.
- Proteção por concreto projetado - o afrouxamento e a deformação excessiva do maciço devem ser minimizados. Isto é conseguido aplicando (projetando-se) uma camada fina de concreto imediatamente após do avanço da frente.
- Monitoramento - cada deformação da escavação deve ser medida (monitorada). O Método NATM requer a instalação de uma instrumentação sofisticada para medir. É encaixado no revestimento, no piso, e nos pinos de sustentação.
- Suporte flexível - o revestimento preliminar é fino e reflete condições recentes dos estratos. A sustentação usada é mais ativa que passiva e o reforço não é feito por revestimento mais espesso de concreto, mas por combinação flexível de cavilhas, de telas metálicas e de aduelas reforçadoras de aço.
- Preenchimento da secção basal ("invert") - o fechamento rápido do "invert" e a críação de um anel suporte de carga é importante. É crucial nos túneis em rochas brandas, onde nenhuma seção do túnel deve ser deixada aberta, mesmo que temporariamente.
- Arranjos Contractuais - uma vez que que o NATM é baseado em monitorar medidas, mudanças nos métodos de sustentação e de construção são possíveis. Isto é possível somente se o sistema contractual possibilita tais mudanças.
- A classificação do maciço rochoso determina as medidas da sustentação - há classes principais da rocha para túneis com seus métodos de suporte correspondente. Esses servem como diretrizes para o reforço do túnel.